# Bob Brier
Robert Brier (* 13. prosince 1943 New York) je americký egyptolog, který se specializuje na paleopatologii. Je profesorem filosofie na C.W. Post Campus, Long Island University. Zkomal proces mumifikace, o kterém vydal odborné publikace. Objevil se v mnoha dokumentech o starověkém Egyptě na kanálech Discovery Civilization, TLC Network a National Geographic.

## Publikace
- Vražda Tutanchamona ( 1999, česky vydalo: BB art 2005)